# Begijnhofkerk Heilige Elisabeth van Hongarije, Heilige Michael en Heilige Engelen

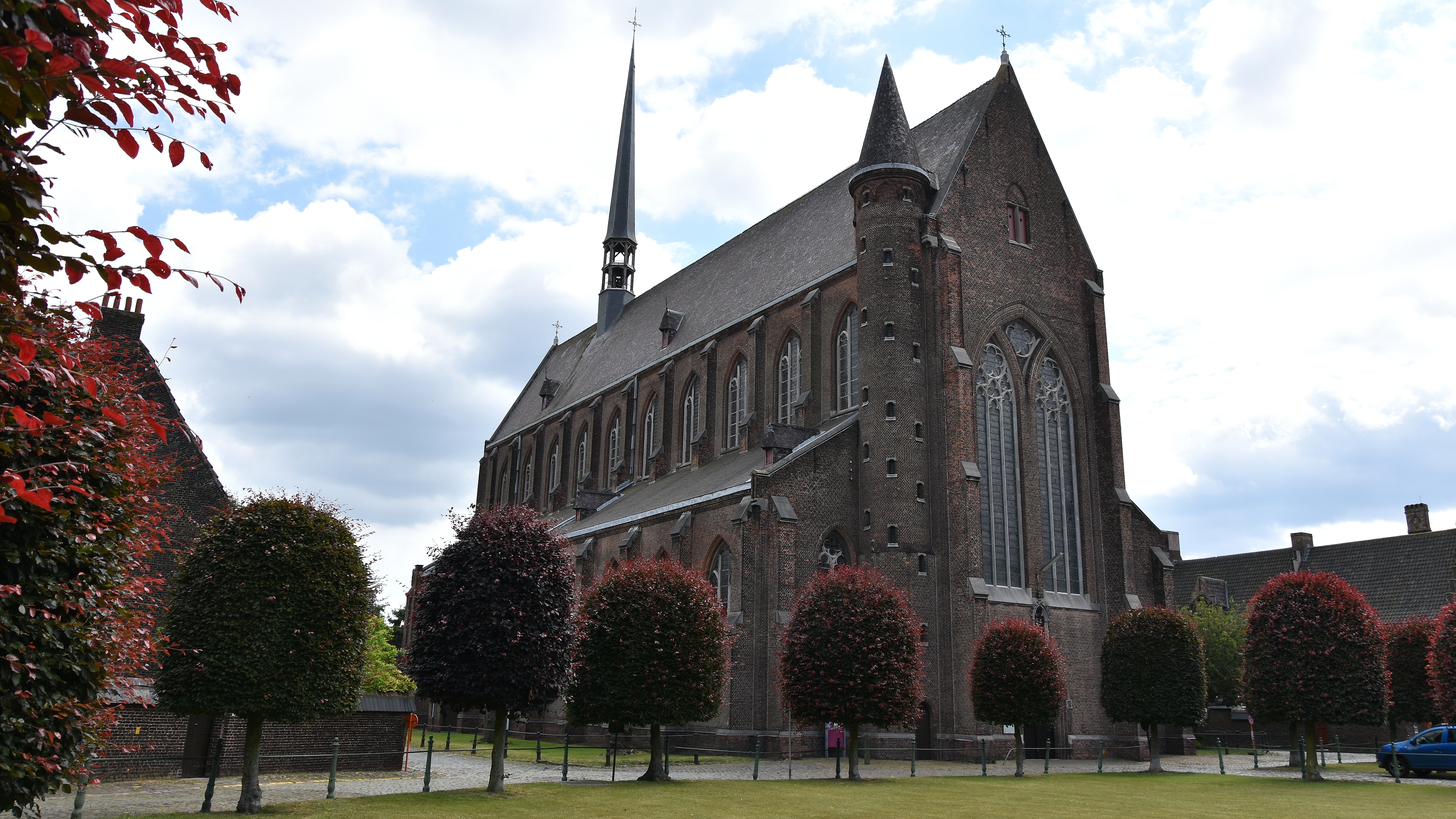
De Grootbegijnhofkerk

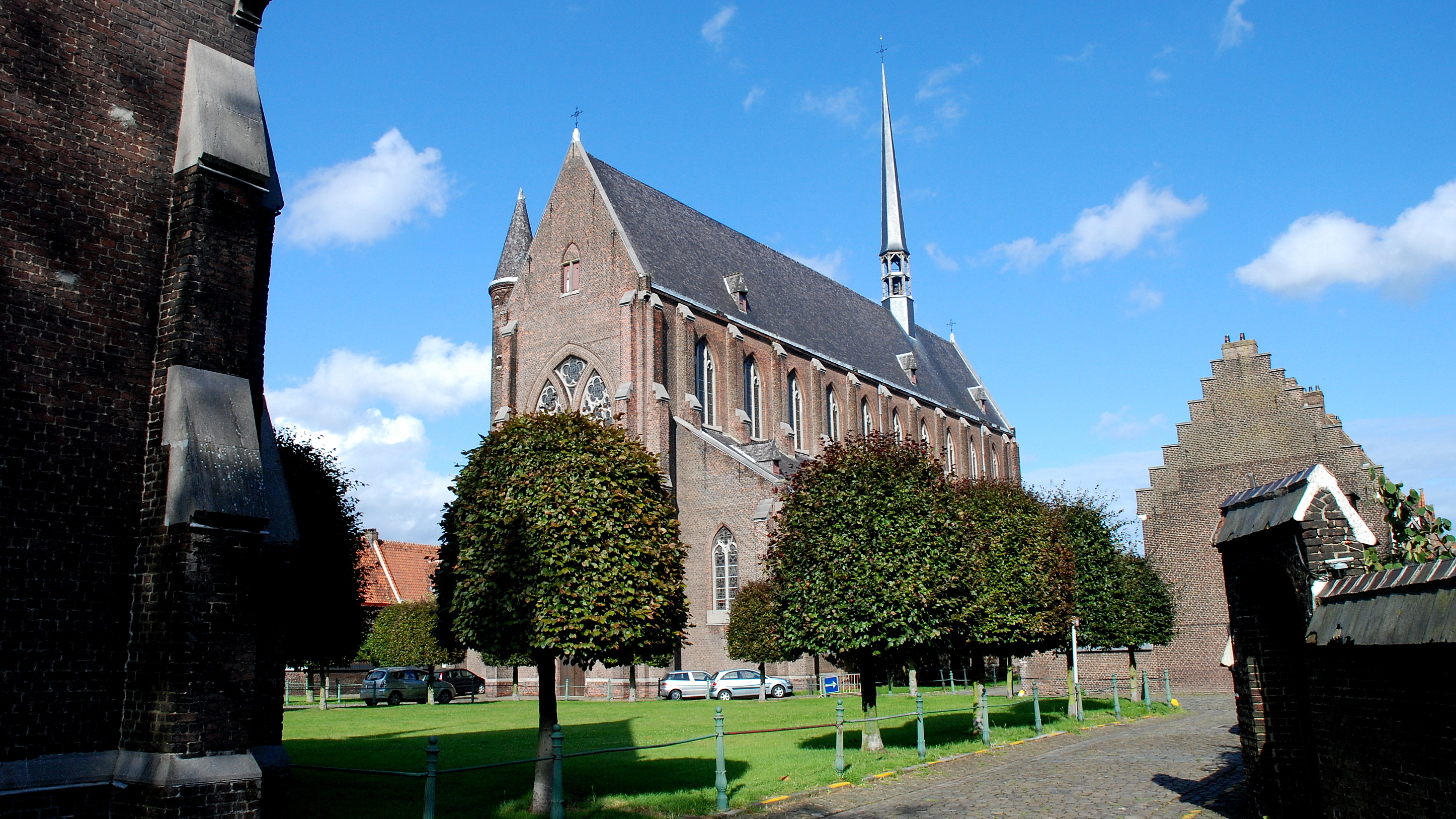
De Grootbegijnhofkerk

De Begijnhofkerk Sint-Elisabeth is een kerkgebouw in de Gentse deelgemeente Sint-Amandsberg. Het was de begijnhofkerk van het Groot Begijnhof Sint-Amandsberg dat in het laatste kwart van de 19e eeuw ontstond. De kerk is toegewijd aan de Heilige Elisabeth, de Heilige Michael en de Heilige Engelen.

## Bouwgeschiedenis
Onder druk van het liberale stadsbestuur moesten in 1874, de 700 bewoners, een honderdtal dames naast een zeshonderd begijnen, het Oud Begijnhof Sint-Elisabeth in Gent verlaten. Voor de gemeenschap werd een kerk opgetrokken, onder leiding van architect Jean-Baptiste Bethune. De constructie startte met de eerstesteenlegging op 29 september 1873. De inwijding volgde twee jaar later. Het is een basilicale kerk van negen traveeën met drie beuken. De ronde traptoren staat op een polygonaal voetstuk. Het bakstenen gebouw is slank van vorm, in neogotische stijl, met een hoog schip onder een steil, met leien bekleed steil zadeldak met leien en voorzien van zes dakkapellen. Een ranke dakruiter op het priesterkoor is voorzien van een naaldspits.
Het ontwerp van het interieur is grotendeels van Bethune, waaronder vier biechtstoelen, de preekstoel en koorgestoelte. Ook de calvarieberg tegen de oostelijke gevel van de kerk is van zijn hand.
De kerk werd gebouwd door gespecialiseerde Gentse vaklui; ook de meubelen en glasramen werden door hen uitgevoerd. Het slanke bakstenen gebouw is uitgevoerd in neogotische stijl  De klokkentoren is een dakruiter met naaldspits. De noordwesthoek is voorzien van een ronde traptoren. Toen de hertog van Arenberg in 1875 overleed, de mecenas van het begijnhof, bouwde men een funeraire kapel tegen de oostgevel, met een calvariebeeldengroep voor het kerkhof.
Het begijnhof is een beschermd stadsgezicht.

## Fotogalerij

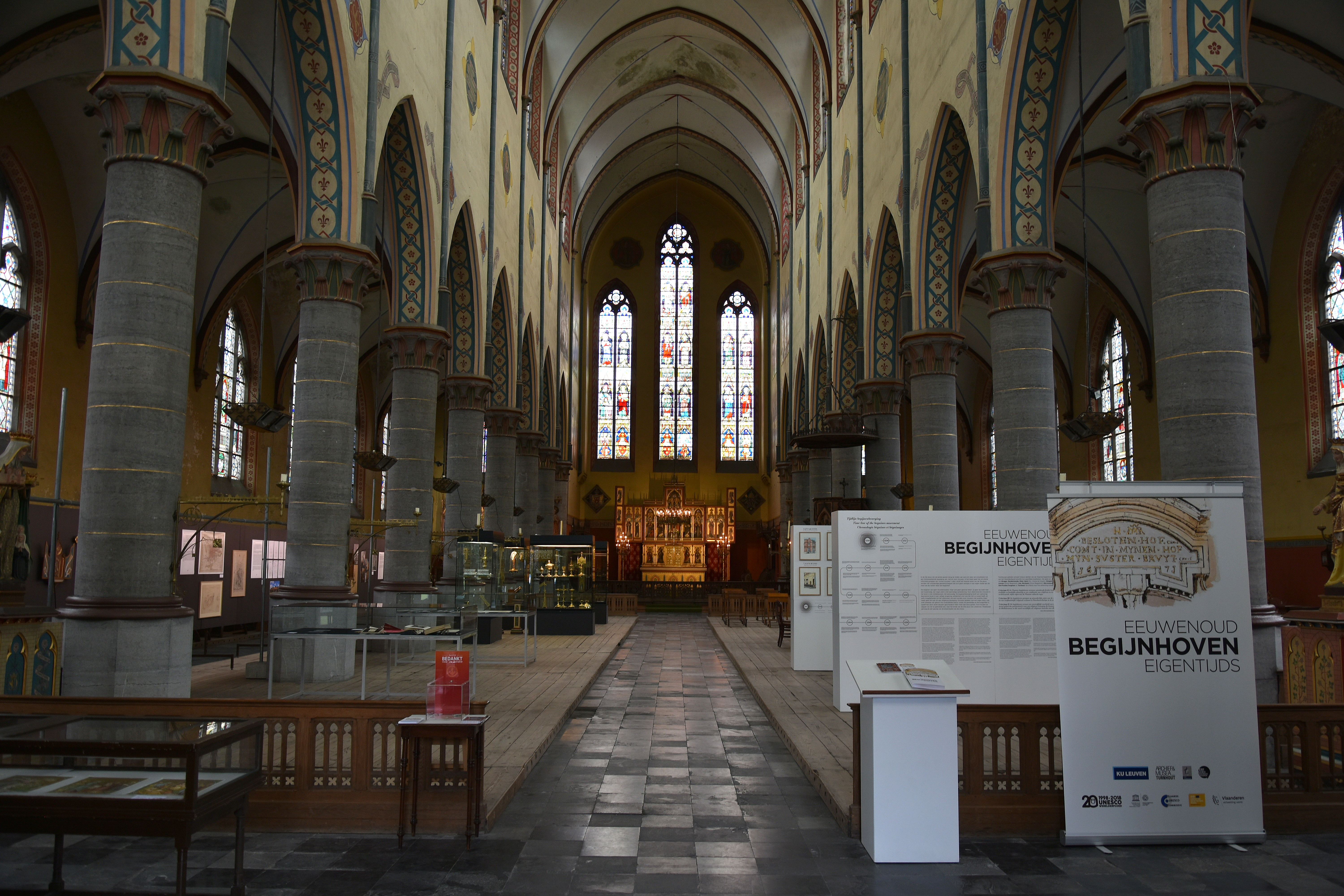
Het kerkschip
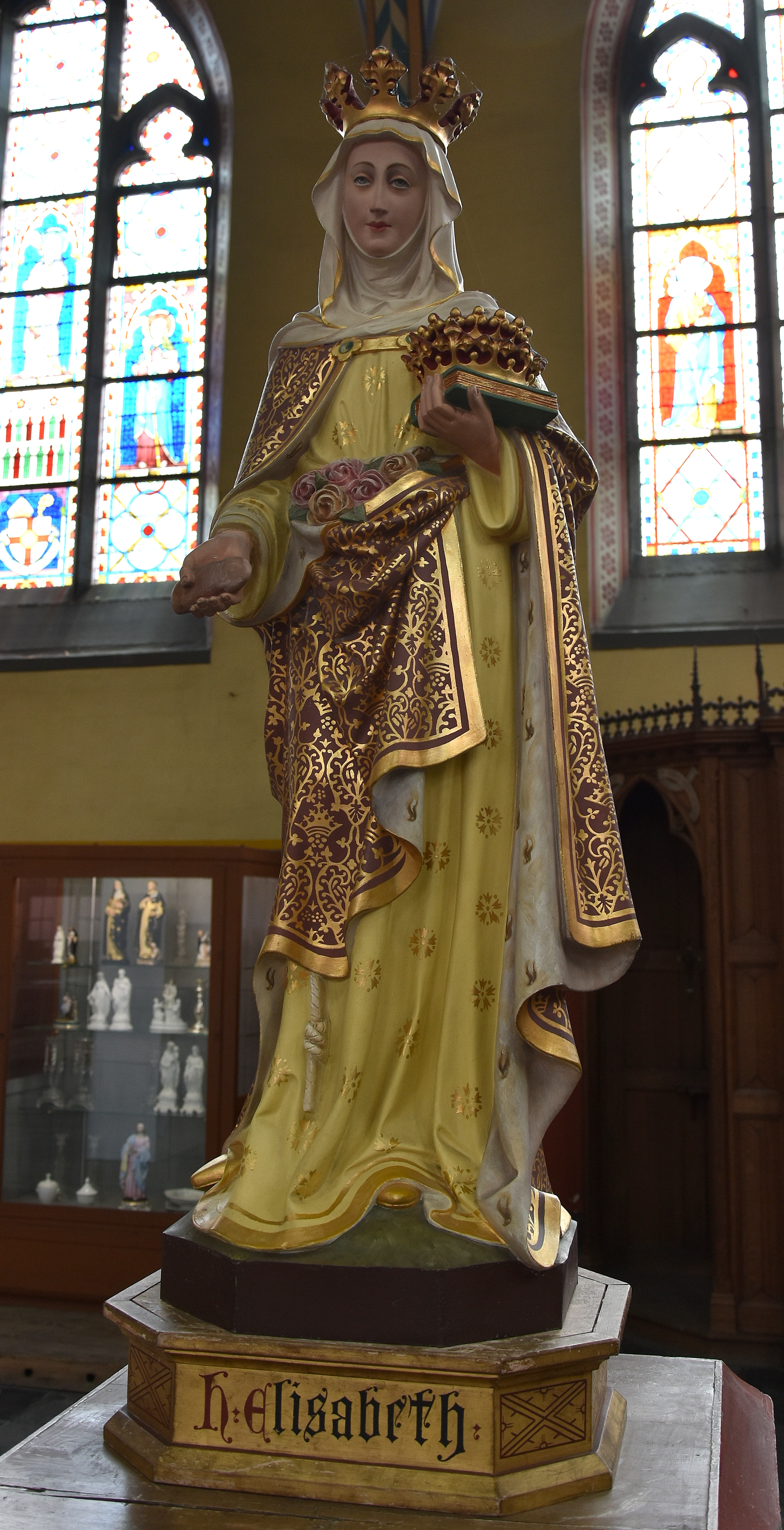
Elisabeth van Hongarije
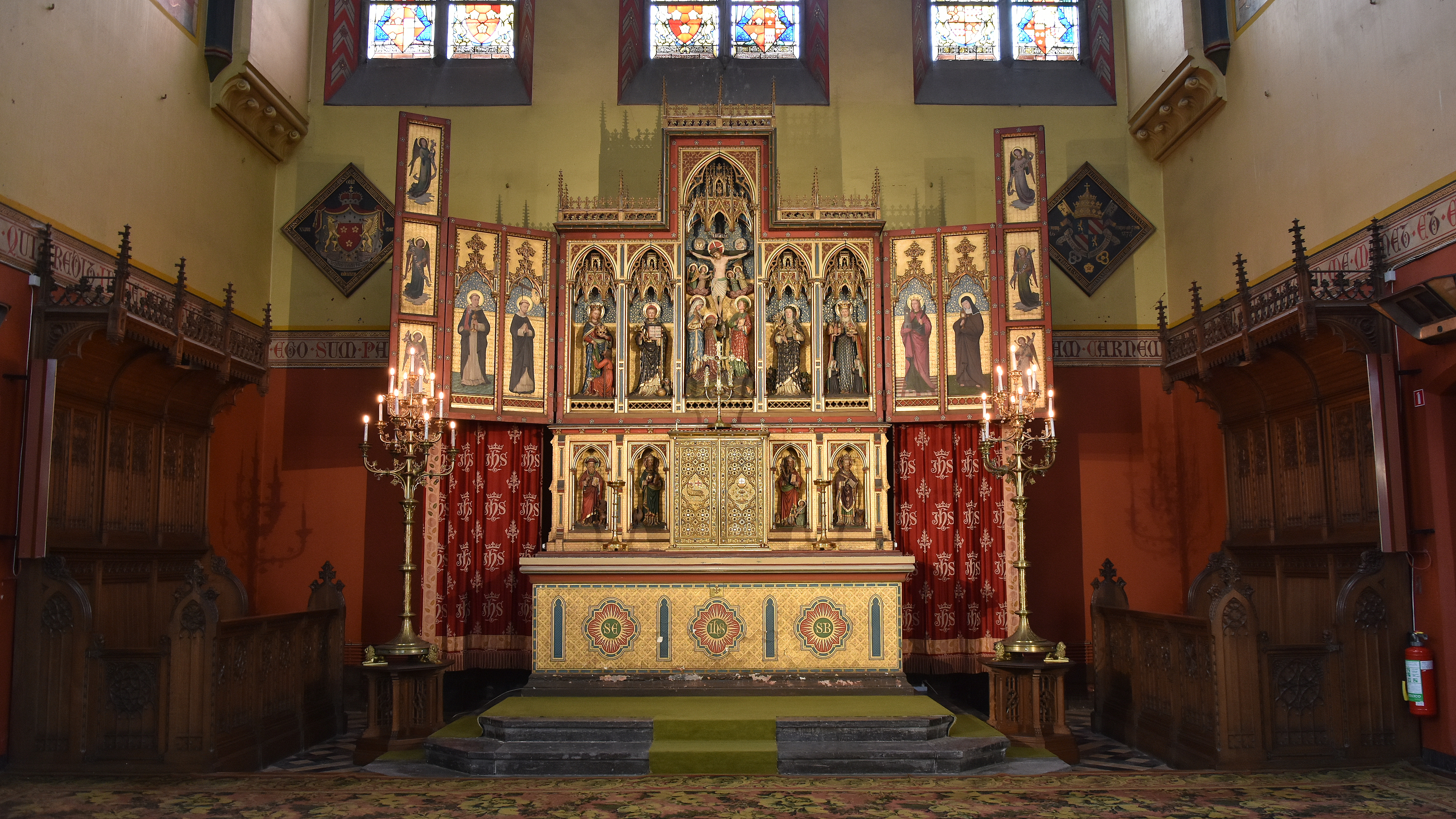
Het hoogaltaar